# Giulian Biancone
Giulian Biancone (ur. 31 marca 2000 w Fréjus) – francuski piłkarz występujący na pozycji obrońcy w angielskim klubie Nottingham Forest. Wychowanek AS Maximoise, w trakcie swojej kariery grał także w takich zespołach, jak Monaco oraz Cercle Brugge. Młodzieżowy reprezentant Francji.